# 片奈連絡線
片奈連絡線（かたなれんらくせん）は、京都府京田辺市の西日本旅客鉄道（JR西日本）片町線（学研都市線）京田辺駅と、同府城陽市の奈良線長池駅を結ぶ計画（区間距離約5.2キロメートル）の鉄道路線である。

## 概要
片町線と奈良線をつなぐ路線の構想は古くからあり、1962年には鉄道敷設法別表の第80号ノ2に「京都府広野ヨリ大阪府長尾ニ至ル鉄道」が追加されたが、具体化しなかった。
国土交通省は京都府・奈良県・大阪府の関西文化学術研究都市（関西学研都市、けいはんなともいう）の交通の利便性と連絡性を強化することを目指し、片町線と奈良線を中心とした既存鉄道路線の輸送力強化の推進を図ることを答申としてまとめており、1989年5月に提出された運輸政策審議会答申第10号（大阪圏における、高速鉄道を中心とする交通網の整備に関する基本計画）では、「2005年までに整備すべき路線」として挙げられていた。しかしその後、2004年10月の近畿地方審議会答申第8号には盛り込まれておらず、その後も建設へ向けた目立った動きは見られていない。
2017年、片町線・松井山手駅付近に、北陸新幹線の敦賀駅から新大阪駅への延伸計画で、京都駅から新大阪駅へ向かうコース（南回りルート）を建設する方針が固まり、その際、当時の京田辺市長・石井明三が「京都府南部の地域開発効果や学研都市の発展、さらに複線化につながるなどのものと大いに期待する」とコメントしたが、2019年に学研都市線沿線の自治体からなる期成同盟会がJR西日本へ提出した陳情では「おおさか東線の全線開業や、北陸新幹線の延伸、学研都市の充実などにより大きなポテンシャルは秘めているものの、現状では現在のダイヤで十分対応でき、複線化や増発は難しい」とする回答を受けた。この際、期成同盟会は片奈連絡線の早期建設実現へ向けた陳情も提出している。
また長池駅についてはこの片奈連絡線建設を前提として、南側の交通広場整備計画が提出されている他、京都府と宇治市も同様に片奈連絡線整備を都市整備計画の一環として策定している。